# Cheiracanthium albidulum
Cheiracanthium albidulum is een spin uit de familie Cheiracanthiidae die op Madeira en de Canarische Eilanden voorkomt. De wetenschappelijke naam van de soort werd in 1859 als Clubiona albidula gepubliceerd door John Blackwall.
Het achterlijf heeft een karakteristieke witachtige kleur met doornachtige haren.